# 国际铁路联盟铁路机车轴式分类
国际铁路联盟铁路机车轴式分类（中文又称：UIC分類法，英文：UIC classification of locomotive axle arrangements）是國際鐵路聯盟為各型鐵路車輛，包括鐵路機車、動車組、有軌電車等，按車輪、車軸排列方式而制定的分類方法，在全球多個地方廣泛使用。這種分類系統比華氏式別（Whyte notation）更強大，一些不可能以華氏式別分類的車輛，可輕易以UIC分類法進行分類。
華氏式別以車輛的車輪數量進行分類，而UIC分類法則以轴數表示。現時UIC分類法多用於柴油及電力機車上，而蒸汽機車則多以華氏式別進行分類。
英美等國家則使用其他分類方法，例如美國的AAR分類法。

## 解說
UIC分類法以英數及符號，代表車輛的軸數、分佈、轉向架、動力配置等資料。
大寫字母
表示帶動力車軸，以 "A" 代表一根獨立動軸、"B" 代表兩根連續排列動軸，如此類推。
數字
表示無動力車軸，以 "1" 代表一根非動軸、"2" 代表兩根連續排列非動軸，如此類推。
小寫字母 "o"
代表兩根以上連續排列的動軸均獨立驅動，多見於柴電機車及電力機車等，每台牽引電動機負責驅動一根車軸。
符號 " ' "
代表車軸置於轉向架上。
加號 "+"
代表該輛機車或動車組採用重聯設計。
括號
可用於表示同一轉向架內的英數代號，以 (A1A) 為例，代表一台擁有三軸的轉向架，第一及第三軸帶動力，第二軸則無動力。

## 请参阅
- Bo-Bo
- Bo-Bo-Bo
- Co-Co